# 死印
『死印』（しいん）は、エクスペリエンスより発売されたゲームソフト。
2017年6月1日にPlayStation Vita版が発売された後、PlayStation 4、Nintendo Switch、Xbox Oneに移植された。
本作の初期設定を基に、ストーリーや設定が再構成されて作られた“もう一つの「死印」”と銘打たれたボイスドラマ『死印 青き終焉』についても述べる。

## 概要
エクスペリエンスの新規IPによるホラーアドベンチャーゲーム。設立以来RPGを主に開発してきたエクスペリエンスとしては初となる、RPG外ジャンルのタイトルでもある。
1990年代の東京都H市が舞台。死へのカウントダウンを意味する謎の痣シルシを刻まれた主人公が、H市内で噂される正体不明の怪異の噂をもとに、章ごとに異なるシルシを刻まれた者たち、印人（しるしびと）と協力し、逃れられない宿命から生き残る術を必死に見つけ出すという内容である。
また、PS4版のみ発売された“呪われた限定版”には、「設定資料集」や「EXTRA SOUND CD」が同梱されており、「EXTRA SOUND CD」には、ゲーム本編の前日譚が語られる『第0章 災厄の目覚め』が収録されている。

## 開発
エクスペリエンスは自社のファンを増やしたいという考えから、得意とするRPG以外のジャンルに挑戦しようと、本作を開発した。
企画の初期段階では、新規のユーザーへのアピールだけでなく既存のユーザーも楽しませるためにRPGの要素を残し、キャラクターメイキングと戦闘システムにハック&スラッシュの要素が含まれていた。そこへ『ジェネレーション エクス』などの開発経験を活かし、「『呪いの印』を刻まれた者たちが力を合わせる」という内容のハック&スラッシュRPGにしようとしたが、ホラーとRPGの相性の悪さが判明したため、最終的にはRPGの要素を排除してホラーの要素を強化しようと、往年のアドベンチャーゲームに近いシステムを採用した。
開発にあたり、スタッフたちの間でジャパニーズホラー的な「怖さ」の度合いについての議論が進められ、自分たちの体験などを活かしつつも、プレイヤーの行動から恐怖を呼び起こすポイントを様々な方面から突き詰めた。

## あらすじ
東京都の郊外都市であるH市には、奇妙な噂話が広がっていた。突如、体に謎の痣シルシが刻まれ、原因不明の死を遂げるというものだ。実際、この街では人が謎の不審死を遂げる怪奇事件が発生していた。
記憶を失った主人公八敷一男は、唯一覚えていた「九条サヤに会う」という目的のために九条館に訪れるが、そこで彼女の遺体を発見する。八敷は亡くなった九条に代わり、館で出会った生ける西洋人形メリイと共に、九条館に訪れてきた印人たちを助けようと活動する。

## システム
パーティ編成
各章に登場する印人から1名を同行者として選択できる。
探索・調査
探索時は、画面左上に登場するマップを頼りに、方向キーで１ブロックずつ進む。
調査時は、各ボタンを押すことにより、「探る」、「道具を使う」、「見る」ことが可能。
デッドリーチョイス
制限時間内に正解の選択肢を選ばないと霊魂が大幅に削られる、あるいは即死する。
霊魂は心霊スポット内を探索することにより見つかるボロボロのお札によって増やすことができる。
怪異との対峙
探索で発見したアイテムをコマンドで選択し行動する。選んだ道具によってはパートナーと連携することも可能。
怪異に苦痛を与えて「破壊」する方法か、怪異の想念を知り「救済」する方法の2パターンで怪異を倒すことができ、どちらのパターンで倒すかによって、その後の展開や迎える結末などが異なる。

## 登場人物

### 九条館
八敷 一男（やしき かずお）/九条 正宗（くじょう まさむね）
声 - 根塚良
本作の主人公。記憶喪失の中年男性。右腕の手首にシルシがある。
作中では最初は人並みに怖がりながらも成長し、高い指揮能力に加え強い精神性と発想力もある。
何かに誘われる様に九条館にたどり着いた。その後は、メリイの指示に従い様々な印人と協力し、強い精神性と特殊な発想力を活かしながらシルシの付いた原因を探る事となる。
記憶を失うほど深刻なレベルまでシルシが進行、“死”をもたらすタイムリミットが数分前まで迫っても、他の印人の様に意識が朦朧とする症状に襲われる事が無いという謎を持つ。
後に、正体が行方不明となっていた「九条家の先代当主」であることが明らかになる。
九条 メリイ（くじょう メリイ）
声 - 立花理香
九条館の当主・九条サヤに命を与えられた、美しい西洋人形。金髪碧眼に帽子と黒いドレスを着ている。
意志を持ち喋ることができ、丁寧な口調で話す。常に九条館のホールにある赤いソファーに座っている。
亡くなった主人に変わり、主人公達をサポートする案内役。
九条 サヤ（くじょう サヤ）
九条館の当主である有名な心霊治療家。
メリイと共にシルシの調査を行っており、死から逃れる方法を見つけ出したが、主人公が館を訪れた際には既に死亡していた。

### 印人（しるしびと）

#### 第一章“花彦くん”から
渡辺 萌（わたなべ もえ）
声 - 高木友梨香
オカルト好きの女子高生。
少々変り者だが、いつも明るく快活でマイペース。心霊系の記者を目指している。
花彦くんを直接見るためにH小学校に侵入し、その際にシルシを刻まれ、霊能者である九条サヤの助けを求めて九条館へ現れる。
吉田 つかさ（よしだ つかさ）
声 - 高木友梨香
名門私立T小学校に通う大人びた男子小学生。裕福な家庭で育ち、誰にでも丁寧で礼儀正しいが、危険が迫ると本性を垣間見せる。
日が沈んだ頃、忘れ物に気づいてT小学校へ戻った際、鏡の前を通りシルシを刻まれた模様。
真下 悟（ました さとる）
声 - 川端快彰
不祥事を理由に免職された元刑事。高圧的で口が悪く、強硬手段で怪異現象の解決を図る独善主義者。怪異対策のためにリボルバー式の拳銃を所持している。
免職後も個人的に失踪者複数名の足取り調査を行っており、真相の元凶であるH小学校にたどり着いたところ、花彦くんによってシルシを刻まれた。
追い求める真実の究明とメリイの頼みもあってシルシが無くなっても館に残り、第二章“森のシミ男”でも八敷に協力する。

#### 第二章“森のシミ男”から
長嶋 翔（ながしま しょう）
声 - 中村良太
怪我で高校野球を断念し、不良となった元高校球児。仲間思いで正義感もあるが、オカルトの類には弱い。
夜のH城樹海をツーリングしていた際にシルシを刻まれ、九条館に助けを求めた。
有村 クリスティ（ありむら クリスティ）
声 - 瀬戸英里奈
不倫騒動で降板を余儀なくされた元人気ニュースキャスター。霊感が強く、不思議な声や霊らしき影を見ることができる。
自殺するためにH城樹海を訪れていた。その際に八敷らと鉢合わせて、森のシミ男に襲われかけたところを共に脱出した。
H城樹海にてシルシを刻まれたと思われていたが実際は異なり、第三章“くちゃら花嫁”でも八敷に協力する。

#### 第三章“くちゃら花嫁”から
森宮 すず（もりみや すず）
声 - 富沢恵莉
強い霊感を持つ女子小学生。複雑な環境で育ったため、とても大人びた性格をしている。
くちゃら花嫁に父親の居場所を尋ねるため、中松と共にT尾山に足を踏み入れたところ、シルシを刻まれてしまった。
中松 栄太（なかまつ えいた）
声 - 加瀬雅洋
33歳無職。電子掲示板中毒のオカルトマニアで、H市を拠点に活動しているローカルアイドルグループ「ラブ＆ヒーロー」のオタク。
月間「オーパーツ」の読者投稿欄で知り合った森宮に兄のように慕われており、彼女の願いを叶えるために一緒にT尾山に訪れてシルシを刻まれた。

#### 第四章“ずう先生”から
柏木 愛（かしわぎ あい）
声 - 船戸ゆり絵
H市のご当地アイドル「ラブ＆ヒーロー」の中心メンバー。正義感が強く、曲がったことが大嫌い。特技はピアノの演奏で、弾き語りもできる。
怪奇スポット巡りのロケをした際、安岡と共にシルシを刻まれた。
安岡 都和子（やすおか とわこ）
声 - 加瀬雅洋
年齢不詳の著名な占い師。銀座の一等地に店を構え、顧客には政治家もいるなど信奉者は多い。
怪奇スポット巡りのロケをした際、柏木と共にシルシを刻まれた。
広尾 まどか（ひろお まどか）
声 - 石飛恵里花
大手製薬会社に所属する研究員。冷静沈着な理性の信奉者で、オカルトには極端な拒否反応を示す。
同僚の研究員である頭川に地下壕の地図を盗まれ、追っていた際に気を失って危機的状況に陥っていたところを八敷らに助け出された。
陸軍技術研究所に属していた祖父の影響でシルシを刻まれ、その原因を解明するために第五章“観音兵”でも八敷に協力する。

#### 第五章“観音兵”から
大門 修治（だいもん しゅうじ）
声 - 根塚良
H市でクリニックを営む医師。腕は良いものの患者や医療に対してドライで、あまり評判は芳しくない。常に顔色が悪い。
陸軍技術研究所に属していた軍医中佐の祖父を持ち、その影響で前触れもなくシルシを刻まれた。安岡の紹介で九条館へ訪れる。
バンシー伊東（バンシーいとう）
声 - 川端快彰
H市地下壕に居住しているホームレスの老人。同所に関しては非常に詳しい。また、霊視の類の力も持っている。
1ヵ月ほど前に地下壕内で歩く仏像に出くわしており、その際にシルシを刻まれた模様。
第四章“ずう先生”から顔見せ程度で登場しているが、印人として登場するのは第五章“観音兵”からである。

### その他
黒いウサギ
主人公達の前に度々現れる謎のウサギ。
山口（やまぐち）
プロローグに名前のみ登場した過去の印人。H市の高校に属する女教師で、古典を担当していた。シルシを刻まれた右腕だけを残して行方不明となっている。
美樹（みき）
プロローグに名前のみ登場した過去の印人。H市の高校に通う生徒で、足にシルシを刻まれていた。現在は行方不明となっている。
山下 大輔（やました だいすけ）
声 - 川端快彰
H市内にある廃校、H小学校の警備員。着任当日に八敷らと出会い、面倒ごとは御免だと学校から追い返そうとした。
その後、顔から無数の植物が生えた状態で八敷らの前に現れ、悲鳴を上げながら走り去っていった。第四章“ずう先生”では変わり果てた状態で姿を現す。
坂井 花彦（さかい はなひこ）
幼くして親を亡くし、H小学校の校長に養子として引き取られた少年。
養父による「教育」という名の虐待が原因で死亡している。
木村 正男（きむら まさお）
声 - 山下大毅
H城樹海を自殺目的で彷徨う初老の男性。八敷らと出会った後、森のシミ男に殺されて蜂の巣に改造された。
丸尾 慎蔵（まるお しんぞう）
「蜜蜂家族」というカルト集団を率いていた肥満体の大男。蜜蜂とその生息地の環境保護を目的に活動しており、樹海の中に養蜂場を持っていた。
5年ほど前、指導者である丸尾の指示のもと、樹海でメンバー全員が集団自殺を行っている。
長谷川 聖子（はせがわ せいこ）
5年前、結婚式の直前にH城樹海で首吊り自殺を遂げた女性。遺体は花嫁衣装を着た状態で発見された。
結婚間近に愛犬の散歩中に誘拐および集団暴行に遭い、誘拐犯の車を追いかけていた犬も轢き殺された。この事件がきっかけでノイローゼになったことが自殺の原因である。
頭川 学（ずがわ まなび）
H小学校の元教員で、広尾の同僚。教員時代は生徒からずう先生と呼ばれていた。
九条 村雨（くじょう むらさめ）
九条館の先々代当主。故人。九条正宗と九条サヤの父親にあたる。

### 第0章“災厄の目覚め”
九条 サヤ（くじょう さや）
声 - 富沢恵莉
第0章の主人公。
「心霊治療家」として、その界隈では有名な女性。
兄の九条正宗にはない人当たりの良さを持っている。
現在は、兄と共に「人形」の厄災を抑える方法を探すことに尽力している。
九条 正宗（くじょう まさむね）
声 - 根塚良
九条サヤの兄。
幼い頃から工芸の才に優れており、妹のサヤとは反対にどちらかと言うと人嫌いで孤独を好む性格。
5年前に海外の事故で行方不明となっており、死亡したとも言われていたが、数ヶ月前に「人形」の置いてある九条館の蔵で発見された。
しかし、どの様な経緯で現在に至るのか、記憶が曖昧だという。
司馬 先吉（しば せんきち）
声 -  古米昂平
九条家に使える老人。
サヤや正宗が幼い頃から世話役のような存在として、彼らに寄り添ってきた存在。
ムウ
九条館で飼われている兎。
主にサヤに世話をされている。
九条家では、兎は「九条を守る霊の依代」とされており、代々兎が飼われているという。
人形
声 - 立花理香
九条館の蔵に封印されている人形。
九条家では代々、人形に厄災を封印する儀式が継承されていたと言うが、サヤと正宗には伝えられておらず、人形に正しい処置を施す事ができずにいた。
その影響で封印が弱まっているのか、最近九条館ではグラスが突然割れるなどの奇妙な現象が度々起こっているという。

### 死印 青き終焉

#### 九条家
八敷 一男（やしき かずお）
声 - 根塚良
記憶を失った中年男性で、「青いシルシ」を刻まれている。
正体は本編と同じく九条正宗だが、「念持仏」を長時間所持し、その力を抑え続けた影響もあり、封印されていた「悪霊」の力に蝕まれてしまっている。
過去に、一週間食事するのを忘れたことがある。
九条 メリイ（くじょう メリイ）
声 - 富沢恵莉
九条館で八敷が出会った、純白のドレスを着た美しい西洋人形。亡き主人に代わり、八敷や印人達をサポートする。
その正体は、「人形怪異」。古の「悪霊」による厄災を封じるために作られた人形であり、人形に魂を封じられる前は、「悪霊」による厄災を鎮めるために最初に生贄となった“人間”でもあった。その身には「悪霊」を封じた「念持仏」が埋め込まれており、その状態のままでいれば、封じられた「悪霊」に身も心も蝕まれ、死をもたらす存在になってしまうところだったが、九条正宗（八敷）によって「念持仏」を取り外され、邪悪な存在にならずに済んだ。
自分の身体から「念持仏」を取り出し、それ以降も唯一友好的な関係を築いていた八敷に対して、特別な感情を抱いている。
九条 サヤ（くじょう サヤ）
声 - 富沢恵莉
九条正宗の妹。
心霊治療家として有名だったが、八敷が九条館を訪れた時には、既に死の呪いの犠牲となっていた。
メリイから「念持仏」を取り出し、その後も彼女とつながりを持っていた兄の行動を危険と判断し、メリイから離れるよう忠告していた。
著書「守護霊革命」が大ヒットしている。

#### 第一章“青いシルシ”から
渡辺 萌（わたなべ もえ）
声 - 高木友梨香
度を越したオカルト好きの女子高生。
常識や、人としての感情よりもオカルトが先立つ痛い子。
吉田 つかさ（よしだ つかさ）
声 - 高木友梨香
名門私立に通う小学生。
模試でトップを取るほどの秀才で、大人を見下している。
異常な状況のせいか、キレやすく、平気で毒を吐く。
イジメの標的が好物。
真下 悟（ました さとる）
声 - 川端快彰
シルシの怪異を追う最中に出会い、行動をともにすることになる元刑事の男。現在は、怪異などの超常的存在を狩る仕事をしており、本人曰く「闇の狩人」。
目的のためには手段を選ばない性格で、自分の邪魔になるなら人殺しもいとわないなど、狂気とも言える冷酷さを持っており、刑事時代にも正当防衛で三人射殺している。
「人も怪異も殺せる」という「黄金銃」を持っている。
山下 大輔（やました だいすけ）
声 -川端快彰
廃校となっているH小学校を警備する警備員。
過去に、五徹で勤務したことがある。

#### 第二章“八敷と真下”から
木村 正男（きむら まさお）
声 - 山下大毅
自殺の名所を徘徊するサラリーマン。
自暴自棄になっており、真下が発した言葉も逆鱗に触れたため、八敷たちに襲いかかってくる。
過去に、一千万持って銀座豪遊したことがある。

#### 第三章“狂騒の行方”から
中松 栄太（なかまつ  えいた）
声 - 加瀬雅洋
美少女が大好きなオタク。
くちゃら花嫁の噂のある電話ボックスで八敷たちと出会い、生身の美少女だと勘違いしてメリイに迫ってくる。
過去に、168時間耐久追っかけをしたことがある。
バンシー伊東（バンシーいとう）
声 - 川端快彰
マンホール通りで出会ったホームレスの老人。
奪われたマイホームを取り戻すため、八敷に積極的に協力してくる。
過去に、地球を一周している。
広尾 まどか（ひろお まどか）
声 - 石飛恵里花
マンホール通りの地下深くで出会った白衣の女。
軍服の男と共に、おぞましい研究の成果である「観音兵」を八敷たちに披露してくる。
実験や解剖が好きで、小6の頃に水死体を勝手に解剖している。
大門 修治（だいもん しゅうじ）
声 - 根塚良
マンホール通りの地下深くで出会った軍服の男。
白衣の女と共に「観音兵」を研究しており、自身の狂気に満ちた思想を八敷たちに語る。
新帝国主義の確立を目指しており、在学中に母校の完全生徒自治を実現している。

#### 第四章“誰がための救済”から
ムーラン・ロゼ
声 - 富沢恵莉
九条サヤの友人の女。怪異殺しのプロで、怪異を殺すことを目的とした組織を持っている。
過去に、とある邪神殺しを果たしている。
心霊ホラーシリーズ第2弾『NG』にも登場しているが、今作とは衣装や髪型などの容姿が違い、『NG』ではショートヘア、『死印 青き終焉』ではロングヘアとなっている。
シルシの長（シルシのおさ）
声 - 根塚良
古の「悪霊」。その名の通りシルシの呪いを司る存在で、怪異をいくらでも作り出すことができる。メリイの中に埋め込まれていた「念持仏」に封印されていた厄災そのもの。
人形達のことを「我が伴侶達」と呼んでおり、室町期の「百鬼夜行」の発生に深く関わっていた事を示唆するような発言をしている。

#### その他
坂井 花彦（さかい はなひこ）
本編と同じ経緯で死亡し、怪異「花彦くん」となった少年。
丸尾 慎蔵（まるお しんぞう）
本編と同じ経緯で自殺し、怪異「森のシミ男」となった男。
真下の元先輩の死に関わっている。
長谷川 聖子（はせがわ せいこ）
本編と同じ経緯で自殺し、怪異「くちゃら花嫁」となった女。
頭川 学（ずかわ まなび）
地下壕で大門や広尾の実験台にされていた女。
様々な動物と仏像を混ぜ合わせたような怪異「観音兵」に改造されてしまった。

## 怪異
花彦くん
誰もいないはずの学校で鏡を見ると現れる異様な少年。「ぼく、きれい？」と質問し、「はい」と答えると「赤いのちょうだい」と言い残して消える。
また、大人が嫌いで、質問相手が大人だった場合は体中の血液を抜かれ殺される。死体の傍には、一輪の血に濡れた真っ赤な薔薇が残されている。
森のシミ男
自殺や死体遺棄などの噂が絶えないH城樹海に出現する、身体中に黒いシミがある大男。出会ったものに「蜂が好きか？」と問い、「はい」と答えた者を笑いながら襲う。
くちゃら花嫁
H市内のとある電話ボックスに現れる花嫁姿の幽霊。電話に出ると「くちゃくちゃ」という不気味な音を鳴らし、「あなた見たの？」と聞いてくる。
「見てない」と答えた者は見たいものを聞かれ、探し物の在り処等を教えてくれる。
ずう先生
元研究員であり、H小学校の元教員てもある白衣を着た女幽霊。教員時代は理科室で多くの実験動物を飼っていたため、生徒からはずう（Zoo）先生と呼ばれていた。
観音兵
第二次世界大戦の末期、シルシらしき痣の付いた者たちが陸軍の秘密研究所に集められ開発していた何か。
雨の赤ずきん
雨の日、K市内のホテル街に出現する赤いレインコートを着た少女。客引きだと勘違いして一緒にホテルに入った者は行方不明になる。
行方不明になった者たちは、しばらくして正気を失った姿で発見され、自殺を遂げるなど悲惨な最期を迎える。
シルシの怪異とは別の、「マスカレードの事件」を引き起こした怪異。
祟り仏メリイ
九条家に伝わる人形が、その見に宿す祟や怨念によって怪異化した姿。主人公にシルシを刻んだ張本人であり、H市のシルシの怪異も全て彼女が生み出したものだった。
本来の性質や目的は、無差別かつ無制限に死を振りまくことであるが、長い時の中でその作法や過程に様々な趣向が盛り込まれ、それを遊び感覚で楽しむようになっていった。倒錯的ではあるが、恋する乙女心さえ持っている節がある。
一説によれば、19世紀末にある人形師が魔術的な方法で作ったものだと言われており、また別の説では、非業の死を遂げた少女の霊が人形に乗り移ったものだと言われている。
百鬼夜行
雨の赤ずきんに関する「マスカレードの事件」の後に、真下が八敷の前で言及したもの。一般的な言葉としてではなく、何か具体的な事象を示している模様。
『NG』でも、この事に関する言及があり、もう少し深掘りされている。
『死印 青き終焉』では、ムーラン・ロゼが「この国（日本）の室町期の伝承に、異形の人形たちが、百を超える怪異を従えて集落を滅ぼして回ったとあり、百鬼夜行(ひゃっきやぎょう)と呼ばれていた。」という趣旨の発言をしている。(本編との関連性は不明)

## 歴史と人形のいわく
メリイなどの呪いの人形が誕生した経緯は謎に包まれているが、小説版『死印』で真下が八敷に渡した、謎の古い文献などで断片的に語られている。（真下いわく、「外には出回ってない代物」）
平安期、天慶の時代に戦で討ち死にして、晒し首にされていたある武将の首が突如覚醒し、東方の武蔵国豊嶋郡、つまり現在の東京都心まで飛来し、その地を祟ったとされている。しかし一節によると、首は実際伝えられている地に辿り着く前に落ちたと言われており、現在の東京の西方、武蔵国多摩郡のK村だったとある。首が飛来した当時、様々な禍がK村を襲い、村を中心に疫病が流行ったり、度々怨霊が出没するなど、様々な怪事が起こったという。数百年の中で、祟りは鎮まるどころか更に大きくなっていき、ついには死者達が百鬼夜行の如く大行進を始め、その脅威は東方まで脅かそうとしていた。 
室町期、当時の幕府や霊能者は、鎮圧に難航していたこの事態を重く受け止め様々な対処をしたが、それでも事態の収拾には至らない状況が続いた。その様な状況の中、類まれなる神性を有した一人の少女が現れた。少女の名前は記録に残されていないが、西洋から流れついたその少女は、金色の髪と青い瞳を持つ、美しい容姿の子だったという。
幕府と霊能者たちは、この少女を生贄にする事を決め、これを実行した。生贄の儀式は成功し、武蔵国を襲っていたほとんどの怪事を鎮める事に成功した。
しかし、それから半世紀ほど流れた頃、人々の体に奇妙な痣が出現し、原因不明の急死を遂げるという怪事件が、K村を中心に起こった。人々は、これらの怪事を祟りの再燃として恐れ、神性のある者を探し出しては攫い、再び生贄として祟りを鎮めた。こうして、非道な人身御供が時代をまたいで繰り返されるようになる。
だが、時が近代に近づくと、やがてそれは別の形へと変わり、霊力を込めた精巧な生き人形を作って、それを生贄の代わりとするという風習になっていった。
これらが、呪いの人形の始まりではないかということだった。
その中でも、西洋の工房で作られた最初の生贄を模した人形は、祟りをその身に封じる事ができるほどの力を持つ存在として、他の人形達とは一線を画す扱いがなされていた。
それから大正時代、好事家だった当時の「九条家」当主が、メリイらしき人形を手に入れた。
こうした人形たちは、儀式を司る家々の当主のみに代々伝えられていったが、先の大戦にて、これらの事実を知るものが戦死してしまったり、伝えを記した書物が焼失したため、人形にまつわる仕来りなどはほとんどが失われ、人形の存在だけが残された。
そして、199X年。かつてはK村、現在はH市と呼ばれるその地で、美しい西洋人形が目覚める。
※『死印 青き終焉』では、「（メリイのように生贄の代わりとなる）人形は、かつて生贄となった人間達を模しており、人形にはその人間の魂が再び呪縛される。人形はかつての生贄の成れの果て。」という様な趣旨の言及がされている。（本編との関連性は不明。）

## 他媒体への展開

### 小説
著者は雨宮ひとみ、発売元はPHP研究所。ゲーム本編とは本筋は変わらないが若干内容が異なる。印人でも吉田つかさ、長嶋翔、柏木愛、大門修治といった印人はほぼ登場しない。
- 2019年3月27日発売 ISBN 978-4-56-984223-3

### 漫画
作画は恵那、発売元はマッグガーデン。2019年11月25日よりウェブコミック配信サイト『MAGCOMI』（マッグガーデン）にて全5回かけて第3話前半まで先行掲載された。
- 2019年12月13日発行 ISBN 978-4-80-000921-0

2022年7月時点では、漫画版はゲーム本編全六章（第六章はエンディング後の後日譚）の内の第三章までしか公開されていないが、本作の正統続編である『死噛 〜シビトマギレ〜』（2022年12月発売予定）には、従来の漫画版「死印」の単行本に収録されていた第三章までのストーリーに加え、新たに書き下ろされたエンディングまでのストーリー（未収録だった第四章と第五章）と、初公開となる「後日譚」が収録された「完全版」の単行本が同梱されたものが、数量限定でパッケージ版のみ発売される予定。
なお、漫画版に収録される「後日譚」は「第六章　雨の赤ずきん」とは異なるもので、第六章は漫画版には収録されない。

### ドラマCD
4章構成。ゲーム本編とはキャラクターの設定や物語が異なり、よりダークな雰囲気の作風となっている。印人でも長嶋翔、有村クリスティ、森宮すず、柏木愛、安岡都和子はドラマ本編には登場しない。
| タイトル            | 発売元                   | 発売日         |
| ------------------- | ------------------------ | -------------- |
| 死印 青き終焉 第1章 | 株式会社エクスペリエンス | 2019年8月19日  |
| 死印 青き終焉 第2章 | 株式会社エクスペリエンス | 2019年8月19日  |
| 死印 青き終焉 第3章 | 株式会社エクスペリエンス | 2019年9月17日  |
| 死印 青き終焉 第4章 | 株式会社エクスペリエンス | 2019年10月15日 |

## 関連作品
- NG - 心霊ホラーシリーズ第2弾となる姉妹作。2018年9月13日に発売された[10]。
- 死噛 〜シビトマギレ〜- 心霊ホラーシリーズ第3弾。本作の正統続編。2022年12月1日発売[11]。
- モンスターを倒して強い剣や鎧を手にしなさい。死んでも諦めずに強くなりなさい。勇者隊が魔王を倒すその日を信じています。-エクスペリエンスが製作したRPG。キャラ製作の際に用意されてる容姿のSDグラフィックの中に当作に出ている1部のキャラクターの姿の登場が確認されている。